# Indywidualne Mistrzostwa Polski w Zapasach 2019

## Mistrzostwa Polski w Zapasach2019

### Kobiety
27. Mistrzostwa Polski – 26–28 kwietnia 2019, Bydgoszcz

### Mężczyźni
- styl wolny

72. Mistrzostwa Polski – 26–28 kwietnia 2019, Bydgoszcz
- styl klasyczny

89. Mistrzostwa Polski – 10–11 maja 2019, Kartuzy

## Medaliści

### Kobiety
| Kategoria: | Złoto:                                     | Srebro:                              | Brąz:                                                                       |
| 50 kg      | Anna Łukasiak AZS-AWF Warszawa             | Anna Król Cement Gryf Chełm          | Weronika Sikora Grunwald Poznań Dominika Szynkowska WLKS Nowe Iganie        |
| 53 kg      | Iwona Matkowska Grunwald Poznań            | Paula Kozłow Unia Racibórz           | Alicja Piersa Cement Gryf Chełm Amanda Tomczyk MLUKS Karlino                |
| 55 kg      | Alicja Czyżowicz Orzeł Namysłów            | Dominika Rezlerska Agros Żary        | Weronika Szewczyk Unia Racibórz Daria Szymeczko Slavia Ruda Śląska          |
| 57 kg      | Roksana Zasina ZTA Zgierz                  | Dominika Kulwicka Slavia Ruda Śląska | Patrycja Gil WLKS Nowe Iganie Sylwia Kułynycz Olimpijczyk Radom             |
| 59 kg      | Jowita Wrzesień CSiR Dąbrowa Górnicza      | Julia Molińska Ares Wałbrzych        | Angelika Mytkowska Slavia Ruda Śląska Magdalena Głodek Bloczek Team Pelplin |
| 62 kg      | Katarzyna Mądrowska Feniks Pesta Stargard  | Natalia Kubaty Slavia Ruda Śląska    | Magdalena Kisielińska WLKS Nowe Iganie Agnieszka Król Unia Racibórz         |
| 65 kg      | Anna Urbanowicz Cement Gryf Chełm          | Paulina Danisz Slavia Ruda Śląska    | Patrycja Dudek Cement Gryf Chełm Kamila Słomska Wisła Świecie               |
| 68 kg      | Beata Federowicz Cement Gryf Chełm         | Marlena Kister Sokół Lublin          | Zuzanna Zubowicz Sokół Lublin Aleksandra Ciunek Orzeł Namysłów              |
| 72 kg      | Agnieszka Wieszczek-Kordus Grunwald Poznań | Kamila Kulwicka Slavia Ruda Śląska   | Karolina Kozłowska Iron Bulls Bielawa Dominika Wiśniewska Gryf Wojnowo      |
| 76 kg      | Daria Palińska Agros Żary                  | Anna Wawrzycka Czarni Połaniec       | Karolina Nogaj Sobieski Poznań Natalia Strzałka Slavia Ruda Śląska          |

### Mężczyźni

#### Styl wolny
| Kategoria: | Złoto:                                                     | Srebro:                                 | Brąz:                                                                    |
| 57 kg      | Adam Bieńkowski Zapasy Kołobrzeg                           | Semen Terzi Mazowsze Teresin            | Klaudiusz Wiezner Slavia Ruda Śląska Marcin Antosiuk Budowlani Łódź      |
| 61 kg      | Ivan Izdebskyi Ceramik Krotoszyn                           | Szymon Makuch Orzeł Namysłów            | Paweł Mucha Orzeł Karolewo Robert Dobrodziej Budowlani Łódź              |
| 65 kg      | Viktar Shmuliai Mazowsze Teresin                           | Grzegorz Łabus Slavia Ruda Śląska       | Adam Górzyński Gryf Wojnowo Tomasz Stasicki LMKS Krasnystaw              |
| 70 kg      | Patryk Ołenczyn Dąb Brzeźnica                              | Przemysław Swatek LMKS Krasnystaw       | Mateusz Nejman ZTA Zgierz Dawid Takunow AKS Białogard                    |
| 74 kg      | Magomedmurad Gadżijew Madej Wrestling Piotrków Trybunalski | Emil Bednarczyk LMKS Krasnystaw         | Mateusz Kampik Dąb Brzeźnica Mateusz Pisarski LMKS Krasnystaw            |
| 79 kg      | Kamil Rybicki Mazowsze Teresin                             | Krzysztof Sadowik Śląsk Milicz          | Sebastian Bąk Wisła Świecie Bartosz Sofiński Bloczek Team Pelplin        |
| 86 kg      | Sebastian Jezierzański Dąb Brzeźnica                       | Patryk Dublinowski AKS Białogard        | Kamil Sykuła LMKS Krasnystaw Jakub Mendrala Stal Rzeszów                 |
| 92 kg      | Zbigniew Baranowski AKS Białogard                          | Michał Bielawski Grunwald Poznań        | Maciej Balawender Grunwald Poznań Kamil Wojciechowski Slavia Ruda Śląska |
| 97 kg      | Radosław Baran Grunwald Poznań                             | Aleksander Wojtachnio Pogoń Ruda Śląska | Mateusz Nowak Stal Rzeszów Adam Gryc Slavia Ruda Śląska                  |
| 125 kg     | Kamil Kościółek Stal Rzeszów                               | Bartłomiej Bartnicki Gwiazda Bydgoszcz  | Paweł Bińkowski Radomski Klub TKD Rafał Cyran Budowlani Łódź             |

#### Styl klasyczny
| Kategoria: | Złoto:                                     | Srebro:                             | Brąz:                                                                   |
| 55 kg      | Krzysztof Jończyk AKS Piotrków Trybunalski | Jakub Ściegliński Olimpijczyk Radom | Marcin Antosiuk Budowlani Łódź Jan Zaszczerzyński Budowlani Łódź        |
| 60 kg      | Michał Tracz Śląsk Wrocław                 | Dawid Ersetic Unia Racibórz         | Przemysław Piątek Olimpijczyk Radom Dominik Dudziński Olimpijczyk Radom |
| 63 kg      | Dawid Szkodziński AKS Piotrków Trybunalski | Sebastian Nowicki Unia Swarzędz     | Mateusz Szewczuk Unia Racibórz Yevhenii Pidlisnyi Śląsk Wrocław         |
| 67 kg      | Mateusz Bernatek AKS Piotrków Trybunalski  | Roman Pacurkowski AZS-AWF Warszawa  | Filip Petrończak Unia Racibórz Dawid Kareciński Śląsk Wrocław           |
| 72 kg      | Gework Sahakian Cartusia                   | Grzegorz Wanke Unia Racibórz        | Przemysław Kraczkowski Śląsk Wrocław Edgar Melkumov Morena Żukowo       |
| 77 kg      | Piotr Duk Olimpijczyk Kędzierzyn-Koźle     | Piotr Przepiórka Olimpijczyk Radom  | Michał Kośla Olimpijczyk Radom Maksym Zacharczuk AZS-AWF Warszawa       |
| 82 kg      | Edgar Babayan Sobieski Poznań              | Wojciech Kański Olimpijczyk Radom   | Jacek Tomaszewski AKS Piotrków Trybunalski Mateusz Wolny Unia Racibórz  |
| 87 kg      | Arkadiusz Kułynycz Olimpijczyk Radom       | Tadeusz Michalik Sobieski Poznań    | Filip Chrząszcz Pogoń Ruda Śląska Łukasz Fafiński Olimpijczyk Radom     |
| 97 kg      | Patryk Kamiński AZS-AWF Warszawa           | Marcin Olejniczak Sobieski Poznań   | Karol Chudzik Olimpijczyk Radom Marcel Kasperek Olimpijczyk Radom       |
| 130 kg     | Rafał Krajewski Legia 1926 Warszawa        | Rafał Płowiec Olimpijczyk Radom     | Łukasz Konera AKS Piotrków Trybunalski Marcin Luto AZS-AWF Warszawa     |